# Југозападноафричка национална унија
Југозападноафричка национална унија (СВАНУ; енгл. South West African National Union, SWANU) је најстарија политичка партија у Намибији, основана још 1959. године. Њени чланови претежито потичу из народа Хереро, док њену сестринску партију СВАПО попуњавају кадрови из народа Овамбо. Председник партије је Усутуаије Мамберуа.
Први вођа СВАНУ-а био је Фануел Козонгуизи од 1959. до 1966. године
.
На парламентарним изборима 1999. године, ушла је са Радничком револуционарном партијом у коалицију Социјалистички савез. Коалиција је освојила 0,35% гласова. На изборима 2004. године, коалиција је освојила 0,44% гласова.
Политика СВАНУ-а темељи се на радикалном социјализму и национализму.
Јануара 2009. године, вође СВАНУ-а осудиле су Израел у операцијама против појаса Газе. Позвали су на тренутно повлачење израелских снага из појаса Газе и владу Намибије на прекид економских и дипломатских односа с Израелом.
Вођство СВАНУ-а је такође протестовало лош начин провођења аграрне реформе, јер земља током расподеле углавном завршава у власништву политичара, а не сељака беземљаша.